# Aleksandr Xefer
Aleksandr Xefer (en rus: Александр Шефер; Almati, 28 d'agost de 1971) és un ciclista kazakh, professional des del 1993 fins al 2003. Com amateur va militar a l'equip soviètic, mentre que com a professional ho va fer sempre en equips italians. En el seu palmarès destaca la victòria al Giro dels Apenins del 2001 i el Giro de Toscana del 2002. Participà en dues edicions dels Jocs Olímpics d'Estiu, el 1996 i 2000. Un cop retirat ha estat director de l'equip Astana Qazaqstan Team entre el 2007 i el 2020. El 2021 s'integrà a l'equip tècnic de l'equip Gazprom-RusVelo.

## Palmarès
- 1990
  - 1r al Regio-Tour
  - Vencedor d'una etapa del Giro de les Regions
- 1992
  - Vencedor de 2 etapes de la Setmana Ciclista Bergamasca
- 2001
  - 1r al Giro dels Apenins
  - Vencedor d'una etapa del Volta a Andalusia
- 2002
  - 1r al Giro de Toscana
  - Vencedor d'una etapa del Volta a Andalusia

### Resultats al Tour de França
- 1998. Abandona (10a etapa)
- 2002. Abandona (6a etapa)

### Resultats a la Volta a Espanya
- 1997. Abandona
- 1999. 46è de la classificació general
- 2000. 101è de la classificació general
- 2001. 62è de la classificació general

### Resultats al Giro d'Itàlia
- 1993. Abandona
- 1995. Abandona
- 1996. 8è
- 1997. Abandona
- 1998. 44è de la classificació general
- 1999. 21è de la classificació general
- 2001. 25è de la classificació general